# Armigeres milnensis
Armigeres milnensis är en tvåvingeart som beskrevs av Lee 1944. Armigeres milnensis ingår i släktet Armigeres och familjen stickmyggor. Inga underarter finns listade i Catalogue of Life.